# 維利諾希爾斯克
維利諾希爾斯克（烏克蘭語：Вільногірськ，發音：[wilʲnoˈɦirʲsʲk]），又按俄语名译为沃利诺戈尔斯克，是烏克蘭第聶伯羅彼得羅夫斯克州卡姆揚斯凱區维利諾希爾斯克市镇内的城市及该市镇的行政中心，2020年7月18日前为该州的州辖市。該市距離州府第聂伯罗95.8公里，始建於1956年8月12日，面積10平方公里，海拔高度178米，2022年人口数量为22,079人。

## 來源
1. ↑  . 北京: 中国地图出版社. 2023. ISBN 9787520431699.
2. ↑   (PDF).   [2023-02-28]. （原始内容存档 (PDF)于2022-08-10）.